# آرزوی مرگ ۲
آرزوی مرگ ۲ (انگلیسی: Death Wish II) یک فیلم انتقام‌جویانه آمریکایی محصول سال ۱۹۸۲ به کارگردانی و تدوین مایکل وینر است. این نخستین دنباله چهار سری فیلم‌های آرزوی مرگ (۱۹۷۴) می‌باشد. در این داستان فیلم ، پاول کرسی (چارلز برونسون) به همراه دخترش ، کارول کرسی (رابین شروود) به لس آنجلس منتقل می‌شود و دخترش به دست چندین عضو باند مخوف به قتل می‌رسد.
دنباله این فیلم توسط شرکت گروه کانن تولید شد که حقوق مفهوم آرزوی مرگ را از دینو د لائورنتیس خریداری کرده بود. مناهم گولان، مدیر اجرایی کانن، قصد داشت این فیلم را کارگردانی کند، اما وینر به اصرار برونسون بازگشت. موسیقی متن توسط گیتاریست جیمی پیج ساخته شده است. این فیلم در فوریه ۱۹۸۲ در ایالات متحده منتشر شد، این فیلم در طول اکران داخلی خود ۲۹ میلیون دلار به دست آورد.